# Aerangis
Genre
Classification phylogénétique
Aerangis est un genre d'orchidée dont on connaît une cinquantaine d'espèces que l'on rencontre dans les forêts pluviales d'Afrique, des Comores et de Madagascar. Elles sont, la plupart du temps, épiphytes mais certaines s'installent aussi sur des rochers. Elles sont proches des Vanda. Leurs fleurs petites, généralement blanches sont agréablement parfumées la nuit.
- Quelques espèces originaires de Madagascar
  - Aerangis articulata
  - Aerangis citrata
  - Aerangis decaryana
  - Aerangis ellisii
  - Aerangis fastuosa
  - Aerangis fuscata
  - Aerangis hyaloides (syn. pumilio)
  - Aerangis modesta
  - Aerangis punctata
  - Aerangis spiculata

- Un hybride primaire naturel originaire de Madagascar
  - Aerangis x primulina

- Une espèce endémique de Sao Tomé-et-Principe :
  - Aerangis flexuosa

- Quelques espèces originaires d'Afrique continentale
  - Aerangis appendiculata
  - Aerangis arachnopus
  - Aerangis biloba
  - Aerangis bouarensis
  - Aerangis brachycarpa
  - Aerangis calantha
  - Aerangis coriacea
  - Aerangis distincta
  - Aerangis gracillima
  - Aerangis kotschyana
  - Aerangis megaphylla
  - Aerangis mystacidii
  - Aerangis rhodosticta
  - Aerangis somalensis
  - Aerangis stelligera
  - Aerangis thomsonii
  - Aerangis ugandensis
  - Aerangis verdickii

- Un hybride primaire naturel originaire d'Afrique continentale
  - Aerangis x chirioana

## Culture
La culture de ces plantes est facile pourvu que l'on respecte les quelques points qui suivent.
Les températures devraient être comprises entre 16 et 18 °C la nuit et 18 à 25 °C le jour, avec un taux d'humidité oscillant entre 60 et 80 % toute l'année. Les arrosages doivent être abondants (de l'ordre d'une à deux fois par semaine), avec une eau non calcaire. Diminuer un peu l'arrosage quand les températures sont plus fraîches.
L'exposition doit être abritée du soleil direct. Les aerangis tolèrent une luminosité moyenne (un bord de fenêtre exposé au nord, par exemple).
Fournir un engrais équilibré après la floraison (N=P=K), pendant la période de croissance. Ensuite, préférer un engrais dosé N<P<K pour favoriser la floraison.
Le rempotage peut intervenir quand le compost vieillit (~ 2 ans) et quand la plante développe de nouvelles racines hors du pot. Le substrat peut alors être composé de mousse de sphaigne pure pour une jeune plante, ou d'écorce de pin pour une plante plus âgée. Il est également envisageable de les monter sur écorce si l'hygrométrie est suffisante.

## Liste des hybrides horticoles enregistrés par laRoyal Horticultural Society
- Hybrides interspécifiques
  - Aerangis Artikot - A.kotschyana × A.articulata - R. van Rooyen (G. van Ede), 2003.
  - Aerangis Elro - A.ellisii [platyphylla] × A.modesta - HQ Orchids, 2009.
  - Aerangis Heather Campbell - A.luteoalba × A.articulata - Hoosier (L. Glicenstein), 2008.
  - Aerangis Joyce Stewart - A.carnea × A.biloba - Röllke Orchideenzucht, 2001.
  - Aerangis Mani’s Star - A.biloba × A.citrata - J.&R. Eckstrom, 2006.
  - Aerangis Miré - A.ellisii [platyphylla] × A.verdickii - HQ Orchids, 2009.
  - Aerangis Tsiku Fancy - A.biloba × A.ugandensis - Tsiku Taiwan Orchids, 2001.
  - Aerangis Winter Snow - A.Winter Dove × A.fastuosa - Hoosier (L. Glicenstein), 2009.
  - Aerangis Zimbabwe Beauty - A.mystacidii × A.verdickii - D.A. Ramsbotham, 2008.